# Ojstrica
Ojstrica (2350 m) je gora v vzhodnem delu Kamniško-Savinjskih Alp, ki je s svojim značilnim piramidastim vrhom vidna daleč naokrog. Njena severna stena, ki pada 600 metrov globoko, na koncu pa se spusti v dno Logarske doline, ponuja kar nekaj plezalnih smeri. Tudi vzhodno pobočje strmo pada v Robanov kot, sam greben pa se na severovzhodu preko Škrbine navezuje na Krofičko (2083 m). Južno gruščnato pobočje se spušča v dno kotline Korošice, jugozahodno pobočje pa se preko Škarij  in Lučke Babe (2244 m) povezuje z masivom Planjave (2394 m).

## Izhodišča
- Kamnik, Kamniška Bistrica (601 m)
- Solčava, Logarska dolina (761 m)
- Solčava, Robanov kot (ca. 700 m)

## Vzponi na vrh
- 2h: od Kocbekovega doma na Korošici (1808 m), po južnem pobočju
- 2¼h: od Kocbekovega doma na Korošici (1808 m), po vzhodnem grebenu
- 4h: od Koče na Kamniškem sedlu (1864 m), pod Planjavo in čez Škarje
- 3½h: od Koče na Klemenči jami pod Ojstrico (1208 m), čez Škarje
- 3h: od Koče na Klemenči jami pod Ojstrico (1208 m), čez Škrbino